# Poecilopsis rufifrons
Poecilopsis rufifrons là một loài bướm đêm trong họ Geometridae.